# Nothomiza peralba
Nothomiza peralba là một loài bướm đêm trong họ Geometridae.